# ولادیمیر بوبروفنیکووا
ولادیمیر بوبروفنیکووا (روسی: Владлена Эдуардовна Бобровникова؛ زادهٔ ۲۴ اکتبر ۱۹۸۷) بازیکن هندبال اهل روسیه است.
وی همچنین برندهٔ جوایزی همچون نشان دوستی شده‌است.